# Heinrich Joseph Wassermann
Heinrich Joseph Wassermann (* 3. April 1791 in Schwarzbach bei Fulda; † 3. September 1838 in Riehen bei Basel) war ein deutsch-schweizerischer Geiger, Komponist und Dirigent.

## Leben
Als Sohn des Dorfmusikers Johann Wassermann (1757–1815) geboren. Nachdem er zuerst ab 1802 von Michael Henkel in Fulda unterrichtet wurde, bekleidete er Lehrerstellen und spielte anschließend in mehreren Kurorchestern. 1810 wurde er vom Geiger Louis Spohr in Gotha ausgebildet. Dessen gutes Zeugnis verschaffte ihm 1811 eine Anstellung als Kammermusiker in der Meininger Hofkapelle. 1817 folgte er dem Ruf als Musikdirektor der Allgemeinen Musikgesellschaft Zürich. Von 1820 bis 1829 war er 1. Violinist an der Hofkapelle in Donaueschingen, diese Stellung erlaubte es ihm Konzert- und Studienreisen zu unternehmen, u. a. nach Darmstadt zum Hoforganisten Johann Christian Heinrich  Rinck. 1829 wurde er Musikdirektor der „Société de musique“ in Genf, noch im gleichen Jahr erhielt er eine Anstellung in Basel.